# Сидоровское (Усть-Кубинский район)
Сидоровское — деревня в Усть-Кубинском районе Вологодской области.
Входит в состав Заднесельского сельского поселения, с точки зрения административно-территориального деления — в Заднесельский сельсовет.
Расстояние по автодороге до районного центра Устья — 28 км, до центра муниципального образования Заднего — 10 км. Ближайшие населённые пункты — Ивановское, Терехово, Дедово.
По переписи 2002 года население — 6 человек.
Деревня Сидоровское — родина Героя Советского Союза Николая Александровича Яковлева.